# Horace-Scope
Horace-Scope – album studyjny amerykańskiego pianisty jazzowego Horace’a Silvera oraz współpracujących z nim w kwintecie muzyków, wydany z numerem katalogowym BLP 4042 i BST 84042 w 1960 roku przez Blue Note Records. Kompozycję Nica’s Dream Silver napisał na cześć „baronowej jazzu” Pannoniki de Koenigswarter.

## Powstanie
Materiał na płytę został zarejestrowany 8 (A1-A3) i 9 lipca (A4, B1-B3) 1960 roku przez Rudy’ego Van Geldera w należącym do niego studiu (Van Gelder Studio) w Englewood Cliffs w stanie New Jersey. Produkcją albumu zajął się Alfred Lion.

## Lista utworów
Opracowano na podstawie materiału źródłowego.
Wydanie LP
Strona A
| Nr | Tytuł utworu    | Muzyka        | Długość |
| -- | --------------- | ------------- | ------- |
| 1. | „Strollin’”     | Horace Silver | 4:59    |
| 2. | „Where You At?” | Silver        | 5:39    |
| 3. | „Without You”   | Don Newey     | 4:50    |
| 4. | „Horace-Scope”  | Silver        | 4:43    |
|    |                 |               | 20:11   |

Strona B
| Nr | Tytuł utworu     | Muzyka | Długość |
| -- | ---------------- | ------ | ------- |
| 1. | „Yeah!”          | Silver | 6:28    |
| 2. | „Me and My Baby” | Silver | 5:59    |
| 3. | „Nica’s Dream”   | Silver | 6:47    |
|    |                  |        | 19:14   |

## Twórcy
Opracowano na podstawie materiału źródłowego.
Muzycy:
- Horace Silver – fortepian
- Blue Mitchell – trąbka
- Junior Cook – saksofon tenorowy
- Gene Taylor – kontrabas
- Roy Brooks – perkusja

Produkcja:
- Alfred Lion – produkcja muzyczna
- Rudy Van Gelder – inżynieria dźwięku
- Paula Donohue – ilustracja na okładce
- Francis Wolff – fotografie muzyków
- Barbara J. Gardner – liner notes